# Asota aphidas
Asota aphidas là một loài bướm đêm trong họ Erebidae.